# Cleora nigronotaria
Cleora nigronotaria là một loài bướm đêm trong họ Geometridae.